# 11. National Hockey League All-Star Game
Das 11. National Hockey League All-Star Game wurde am 5. Oktober 1957 in Montréal, Kanada, ausgetragen. Das Spiel fand im Forum de Montréal, der Spielstätte des Stanley-Cup-Siegers Canadiens de Montréal, statt. Die NHL All-Stars konnten das Spiel 5:3 für sich entscheiden.

## Mannschaften
| #           | Land        | Spieler          | Pos.             | Team                |
| Torhüter    |             |                  |                  |                     |
| 1           | Kanada 1957 | Glenn Hall       | Glenn Hall       | Detroit Red Wings   |
| Verteidiger |             |                  |                  |                     |
| 3           | Kanada 1957 | Jim Morrison     | Jim Morrison     | Toronto Maple Leafs |
| 4           | Kanada 1957 | Red Kelly        | Red Kelly        | Detroit Red Wings   |
| 6           | Kanada 1957 | Marcel Pronovost | Marcel Pronovost | Detroit Red Wings   |
| 14          | Kanada 1957 | Fernie Flaman    | Fernie Flaman    | Boston Bruins       |
| 19          | Kanada 1957 | Allan Stanley    | Allan Stanley    | Boston Bruins       |
| 24          | Kanada 1957 | Bill Gadsby      | Bill Gadsby      | New York Rangers    |
| Angreifer   |             |                  |                  |                     |
| 5           | Kanada 1957 | Andy Bathgate    | RW               | New York Rangers    |
| 7           | Kanada 1957 | Ted Lindsay      | LW               | Detroit Red Wings   |
| 8           | Kanada 1957 | Dick Duff        | LW               | Toronto Maple Leafs |
| 9           | Kanada 1957 | Gordie Howe      | RW               | Detroit Red Wings   |
| 10          | Kanada 1957 | Alex Delvecchio  | C                | Detroit Red Wings   |
| 11          | Kanada 1957 | Ed Litzenberger  | RW               | Chicago Blackhawks  |
| 12          | Kanada 1957 | Réal Chevrefils  | LW               | Boston Bruins       |
| 15          | Kanada 1957 | Dean Prentice    | LW               | New York Rangers    |
| 16          | Kanada 1957 | Rudy Migay       | C                | Toronto Maple Leafs |
| 17          | Kanada 1957 | Chief Armstrong  | RW               | Toronto Maple Leafs |
| 18          | Kanada 1957 | Don McKenney     | C                | Boston Bruins       |

| #           | Land        | Spieler             | Pos.                |
| Torhüter    |             |                     |                     |
| 1           | Kanada 1957 | Jacques Plante      | Jacques Plante      |
| Verteidiger |             |                     |                     |
| 2           | Kanada 1957 | Doug Harvey         | Doug Harvey         |
| 10          | Kanada 1957 | Tom Johnson         | Tom Johnson         |
| 11          | Kanada 1957 | Bob Turner          | Bob Turner          |
| 17          | Kanada 1957 | Jean-Guy Talbot     | Jean-Guy Talbot     |
| 19          | Kanada 1957 | Dollard St. Laurent | Dollard St. Laurent |
| Angreifer   |             |                     |                     |
| 4           | Kanada 1957 | Jean Béliveau       | C                   |
| 6           | Kanada 1957 | Floyd Curry         | RW                  |
| 8           | Kanada 1957 | Stan Smrke          | LW                  |
| 9           | Kanada 1957 | Maurice Richard     | RW                  |
| 12          | Kanada 1957 | Dickie Moore        | RW                  |
| 14          | Kanada 1957 | Claude Provost      | RW                  |
| 15          | Kanada 1957 | Bert Olmstead       | LW                  |
| 16          | Kanada 1957 | Henri Richard       | C                   |
| 18          | Kanada 1957 | Marcel Bonin        | LW                  |
| 20          | Kanada 1957 | Phil Goyette        | C                   |
| 22          | Kanada 1957 | Don Marshall        | LW                  |
| 23          | Kanada 1957 | André Pronovost     | LW                  |

## Spielverlauf

### NHL All-Stars 5 – 3 Montréal Canadiens
| Team       | Zeit  | Stand | Torschütze      | Vorlagengeber   | Vorlagengeber   |
| 1. Drittel |       |       |                 |                 |                 |
|            | 1:06  | 1–0   | Red Kelly       |                 |                 |
|            | 10:53 | 1–1   | Maurice Richard | Henri Richard   | Dickie Moore    |
|            | 19:55 | 2–1   | Allan Stanley   | Dean Prentice   | Rudy Migay      |
| 2. Drittel |       |       |                 |                 |                 |
|            | 20:33 | 2–2   | Bert Olmstead   | Tom Johnson     |                 |
|            | 29:13 | 2–3   | Stan Smrke      | Marcel Bonin    |                 |
|            | 38:14 | 3–3   | Andy Bathgate   | Ed Litzenberger | Dean Prentice   |
| 3. Drittel |       |       |                 |                 |                 |
|            | 48:11 | 4–3   | Gordie Howe     | Réal Chevrefils | Jim Morrison    |
|            | 56:50 | 5–3   | Dean Prentice   | Andy Bathgate   | Ed Litzenberger |

Schiedsrichter: Red Storey 

Linienrichter: Doug Davis, William Morrison 

Zuschauer: 13.095